# Раубазы
Раубазы (карач.-балк. Раубазы-Терек) — священное дерево в языческих верованиях балкарцев, до появления ислама. Росло в Верхней Балкарии у аула Шаурдат. Считается, что это была дикая груша. 

## История
Существуют различные мнения о происхождении культа дерева Раубазы:
- пришло от древних гуннов-сабиров которые поклонялись перед Тенгри (Тейри) в образе дерева[5]

## Описание
Это дерево, как и другие священные деревья, "наделялось" разумом, душой, чувствами. У Раубазы просили хороший урожай, богатство, благополучие детей, излечение от болезней. Древу приносили жертвы и исполняли вокруг них священные и свадебные обряды. Его имя не произносилось вслух, называя "Иман-терек" (Дерево-вера карач.-балк.).
По представлениям, Раубазы могло причинить вред тем кто ему не поклонялся. Об этом существовала поговорка "Пусть моим защитником будет Раубазы, а твоим Аллах" (карач.-балк. "Аллах сени жанынга окъуна болсун, Раубузы мени жаныма болсун ансы").
По свидетельствам очевидцев, дерево было ветвистым и частично напоминало человека с большими раскинутыми руками. По вертикали имелся большой рубец. Считалось, что Раубазы, раскалываясь по этому рубцу, выпускало на волю чудовище.
В возрасте 1200 лет было срублено в 1897 году (по другим данным в 1905) Энеевым Алимом-эфенди, в целях борьбы с язычеством. Но многие суеверные люди продолжали поклоняться месту где оно росло и хранили щепки дерева.